# Кондовуни
Кондовуни или Докчилар (на гръцки: Κοντοβούνι, катаревуса Κοντοβούνιον, Кондовунион, до 1927 година Δουγτζιλάρ, Дугдзилар) е село в Република Гърция, в дем Кожани, област Западна Македония.

## География
Кондовуни е разположено на 350 m надморска височина, близо до левия бряг на река Бистрица (Алиакмонас), на язовира Полифитоско езеро.

## История

### В Османската империя
В края на ХІХ век Докчилар е малко гръцко християнско село в югозападната част на Кожанската каза на Османската империя. Александър Синве ("Les Grecs de l’Empire Ottoman. Etude Statistique et Ethnographique"), който се основава на гръцки данни, в 1878 година пише, че в Доджилари (Dodjilari) живеят 150 гърци.
Според статистиката на Васил Кънчов („Македония. Етнография и статистика“) през 1900 година в Докчилар има 60 гърци.
На Етнографската карта на Битолския вилает на Картографския институт в София от 1901 година Докчилар е чисто гръцко село в Кожанската каза на Серфидженския санджак с 10 къщи.
Според статистика на Серфидженския санджак на гръцкото консулство в Еласона от 1904 година в Дугдзилар (Ντουγτζιλάρ), Кожанска каза, живеят 75 гърци елинофони християни.
По данни на секретаря на Българската екзархия Димитър Мишев („La Macédoine et sa Population Chrétienne“) в 1905 година в Докчилар (Doktchilar) има 50 гърци.

### В Гърция
През Балканската война в 1912 година в селото влизат гръцки части и след Междусъюзническата в 1913 година остава в Гърция. В 1927 година е прекръстено на Кондовуни.
Населението традиционно произвежда жито, тютюн и други земеделски продукти, като се занимава и със скотовъдство.
| Година    | 1913 | 1920 | 1928 | 1940 | 1951 | 1961 | 1971 | 1981 | 1991 | 2001 | 2011 | 2021 |
| --------- | ---- | ---- | ---- | ---- | ---- | ---- | ---- | ---- | ---- | ---- | ---- | ---- |
| Население | 89   | 91   | 105  | 117  | 154  | 170  | 132  | 123  | 104  | 78   | 45   | 33   |